# Ehrenfriedhof Lahna
Auf dem Ehrenfriedhof Lahna in Łyna (deutsch Lahna) nördlich von Nidzica (Neidenburg) in der Woiwodschaft Ermland-Masuren ruhen 56 Soldaten der deutschen Armee und 89 Soldaten der russischen Armee. 
Am 23. August 1914 lagen in Lahna und Umgebung in vorgeschobener Stellung zwei Kompanien des Jäger-Bataillon „Graf Yorck von Wartenburg“ (Ostpreußisches) Nr. 1. Um das Dorf entbrannte das ca. fünfstündige Gefecht bei Orlau – Lahna – Frankenau, das zur Schlacht bei Tannenberg gehörte. Schließlich mussten die Jäger das Dorf räumen und schlugen sich zur Hauptstellung zurück. 
Der Ehrenfriedhof Lahna besteht aus einer Einfriedungsmauer aus Findlingen. Die Gräber sind mit Randsteinen eingefasst und mit einem Kissenstein bezeichnet. Instandsetzungsarbeiten wurden letztmals 1993 ausgeführt. 